# Ona Zee
Ona Zee (Los Ángeles, California; 3 de marzo de 1954) es una modelo y actriz pornográfica retirada.
Ona Zee ha realizado cerca de 300 películas de adultos desde su entrada en la industria alrededor de 1985, actuando en algunas ocasiones como directora, escritora y productora. Durante la década de 1990 formó el sindicato de estrellas porno, que sin embargo no tuvo éxito debido a la falta de apoyos políticos y jurídicos. Formó también su propia productora llamada Ona Zee Pictures.
Tras vender su empresa, se dedicó al mercado inmobiliario, trabajando en Coldwell Banker con el nombre de Ona Dawes. Su padre trabajó como agente inmobiliario, en Los Ángeles, durante 40 años.

## Premios
- 1989 AVN Award – Mejor actriz – Portrait of an Affair[4]
- 1992 AVN Award – Mejor actriz – Starlet[4]
- 1993 AVN Award – Mejor actriz de reparto – Secret Garden 1 and 2[4]
- 2000 Hot d'Or – Premio honorífico[5]